# Яблонская, Оксана Михайловна
Оксана Михайловна Яблонская (род. 6 декабря 1938, Москва) — советская, американская и израильская пианистка. Из-за ограничений в концертной деятельности эмигрировала в США в 1977 году . Профессор Джульярдской школы.

## Биография
Училась в Центральной музыкальной школе у Анаиды Сумбатян, перед поступлением в Московскую консерваторию занималась у Александра Гольденвейзера. В консерватории продолжила обучение у Татьяны Николаевой.
С 1962 года — преподаватель Московской консерватории. В 1963 году выиграла приз на Конкурсе имени Лонг и Тибо, в 1969 году — на Бетховенском конкурсе в Вене.
В 1960-х и 1970-х годах Яблонская, солистка Московской филармонии, вела активную концертную деятельность как в СССР, так и за рубежом; записывалась на фирме «Мелодия», выступала с Оркестром Большого театра.
В 1975 году Яблонская, вместе со своим отцом и сыном, подала документы на выезд из СССР по израильской визе. Причиной принятия решения о выезде из СССР стало увольнение Яблонской из Московской консерватории и ограничение её концертной деятельности. Получения визы пианистка ждала более двух лет, вопрос был решён во многом благодаря ходатайствам Леонарда Бернстайна и Стивена Сондхайма. Семья переехала в Нью-Йорк в 1977 году. По приезде Яблонская дала для критиков концерт в Карнеги-холле, начавший её карьеру на Западе.
В ноябре 2014 года, на основании закона о возвращении, Оксана Михайловна репатриировалась в Израиль.